# Michail Alexandrowitsch Fonwisin

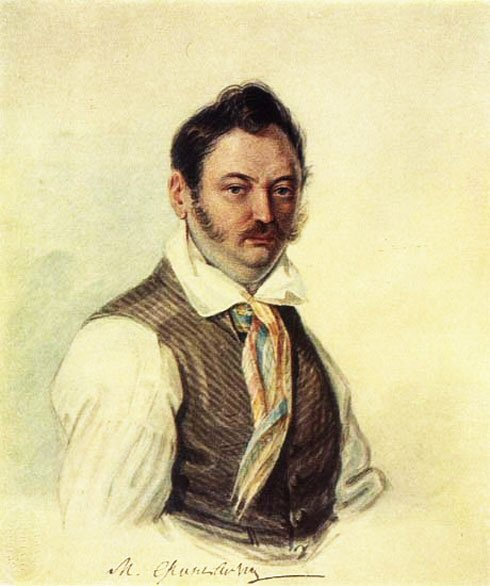
Nikolai Alexandrowitsch Bestuschew um 1832: Michail Alexandrowitsch Fonwisin

Michail Alexandrowitsch Fonwisin (deutsch Michael von Wiesen, russisch Михаил Александрович Фонвизин, wiss. Transliteration Michail Aleksandrovič Fonvizin; * 20. Augustjul. / 31. August 1787greg. im Dorf Marjino, Landkreis Bronnizy, Gouvernement Moskau; † 30. Apriljul. / 12. Mai 1854greg. ebenda) war ein russischer Generalmajor, Saint-Simonist, Schriftsteller und Dekabrist.

## Leben
Michail Fonwisins Vorfahren, deutschstämmige Adlige aus Livland, schrieben sich vor ihrer Russifizierung mit Nachnamen von Wiesen.

### Schüler
Der Sohn von Oberstleutnant Alexander Iwanowitsch Fonwisin (1749–1819) und seiner Ehefrau Jekaterina Michailowna (1750–1823) wurde zunächst von Hauslehrern unterrichtet, besuchte darauf die Petrischule und schrieb sich dann an der Universität Moskau ein.

### Militär
Am 26. Mai 1801 begann er seine militärische Laufbahn als Fähnrich im Preobraschensker Leib-Garderegiment. 1805 nahm er am Dritten Koalitionskrieg teil und erhielt nach Austerlitz seinen ersten Orden – den der Heiligen Anna. Am 7. November 1808 wurde Michail Fonwisin Leutnant. In Finnland kämpfte er als Adjutant des Generals Jermolow gegen Schweden. Während des Vaterländischen Krieges kämpfte er 1812 bei Witebsk und wurde bei Smolensk verwundet. Im selben Jahr focht er bei Borodino, Malojaroslawez, Krasnoje und an der Beresina mit. Dafür erhielt er die nächsten drei Orden. Er wurde gegen Ende des Jahres 1812 als Kommandeur im Partisanenkrieg eingesetzt und am 20. Januar 1813 zum Oberleutnant befördert.
1813 nahm er an den Kämpfen bei Lützen, Bautzen, Kulm und Leipzig teil. Am 17. Juli wurde Michail Fonwisin Hauptmann und am 5. Dezember Oberst.
1814 wurde er als Regimentskommandeur in der Schlacht bei Bar-sur-Aube verwundet und kam in französische Gefangenschaft. Die Preußen verliehen Michail Fonwisin nach seiner Befreiung das Kulmer Kreuz.
Zwischenzeitlich kehrte er nach Russland heim, war aber während der Hundert Tage ab 1. Juni 1815 – wiederum als Regimentskommandeur – nach Metz und Thionville zurückbeordert. Bis 1816 diente Michail Fonwisin unter Fürst Woronzow.
Ab Frühsommer 1817 kommandierte er ein Grenadier-Regiment und darauf bis zum Herbst 1819 einige andere Regimenter. Alexander I. belobigte ihn. Am 19. Februar 1820 wurde Michail Fonwisin Generalmajor und kommandierte eine Brigade der 6. Russischen Infanterie-Division. Nachdem er noch eine andere Brigade kommandiert hatte, nahm er am 25. Dezember 1822 seinen Abschied von der Truppe.

### Dekabrist
In Moskau hatte sich Michail Fonwisin als Freimaurer seit 1817 an der Vorbereitung des Aufstandes der Dekabristen beteiligt, war aber seit 1823 nicht mehr in der Sache aktiv gewesen. Trotzdem wurde der Pensionär am 9. Januar 1826 auf seinem Anwesen Krjukowo verhaftet und in die Peter-und-Paul-Festung verbracht. Das Urteil – zwölf Jahre Katorga – wurde am 22. August 1826 auf acht Jahre herabgesetzt.

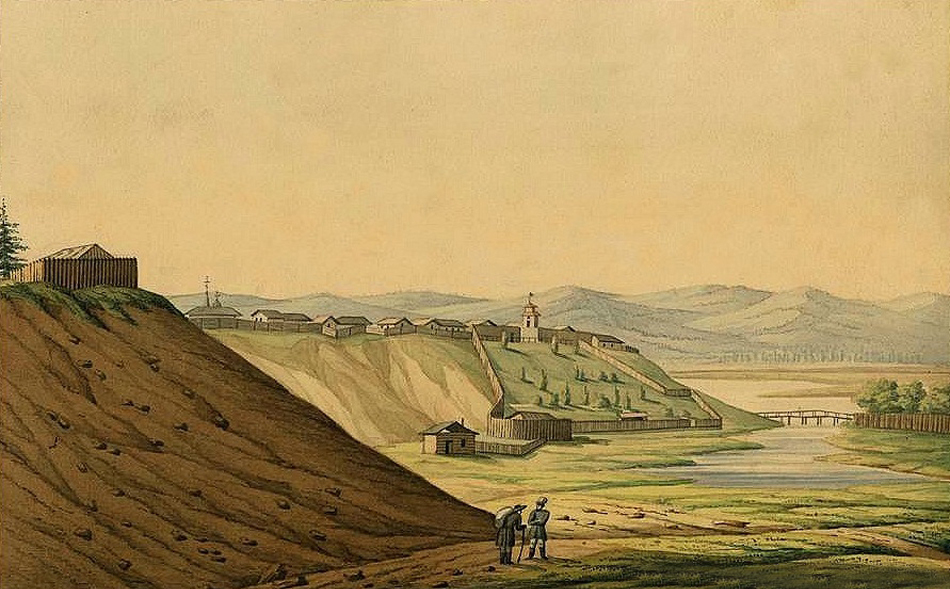
Nikolai Alexandrowitsch Bestuschew um 1828: Blick auf das Ostrog Tschita

Am 21. Januar 1827 aus der Petersburger Festung nach Sibirien entlassen, kam er am 7. März im Ostrog Tschita an. 1828 folgte ihm seine Ehefrau Natalja Dmitrijewna dorthin. Die nächste Station des Paares war im September 1830 die Katorga Peter-Hütte. In diesem Zuchthaus fand Michail Fonwisin Zeit für historische und philosophische Studien. In Peter-Hütte brachte Natalja zwei Kinder zur Welt. Am 8. Oktober 1832 wurde Michail Fonwisin aus der Haft entlassen und ihm Jenisseisk als Ort der Zwangsansiedelung bestimmt. Am 20. März 1834 kam er in Jenisseisk an. Am 3. März 1835 durfte er nach Krasnojarsk, aber er verließ Jenisseisk nicht vor Dezember 1835. Im Oktober 1837 wurde ihm die Übersiedelung nach Tobolsk gestattet. Er kam am 6. August 1838 dort an. Während der Tobolsker Choleraepidemie anno 1848 pflegte das Ehepaar Fonwisin Kranke. Zudem arbeitete es in der Stadt an der Schulbildung mit. Am 13. Februar 1853 wurde Michail Fonwisin die Abreise in die Heimat erlaubt.  Reisen nach Moskau oder Sankt Petersburg waren ihm untersagt. Er verließ Tobolsk am 15. April 1853 und kam am 12. Mai in seinem Geburtsort an. Michail Fonwisin lebte in Marjino unter strenger Polizeiaufsicht bei seinem Bruder.
Er wurde auf dem Friedhof Bronnizy neben der Kathedrale beerdigt.

## Weitere Auszeichnungen
- Orden des Heiligen Wladimir
- Goldene Waffe für Tapferkeit[5]

Ausland
- Preußen: Pour le Mérite

## Werke (Auswahl)
- Zum politischen Leben in Russland – „Обозрение проявлений политической жизни в России“
- Über die Leibeigenschaft des russischen Bauern – „О крепостном состоянии земледельцев в России“
- Über Kommunismus und Sozialismus – „О коммунизме и социализме“ 1849–1851
- Erinnerung an meine Jugend – „Одно из воспоминаний моей молодости, 1807 г.“ Russkaja Starina 1881, Teil XXXI
- Die Memoiren Fonwisins – „Записки Фонвизина“. Leipzig 1861
- Abriss der russischen Geschichte - „Очерки русской истории“. Russkaja Starina 1884, Teil XLII
- Verfassungsentwurf. Moskau 1907[6]
- Zhitomirskaia (Hrsg.), Mironenko (Hrsg.): Werke und Briefe (Сочинения и письма). Ostsibirischer Verlag Irkutsk 1979[7]